# عباس أدهم
عباس أدهم (بالفارسية: عباس ادهم) هو فاعل خير وطبيب وسياسي إيراني، ولد في 1885 في تبريز في إيران، وتوفي في 31 أكتوبر 1969 في طهران في إيران.